# Solenoidal Tracker at RHIC

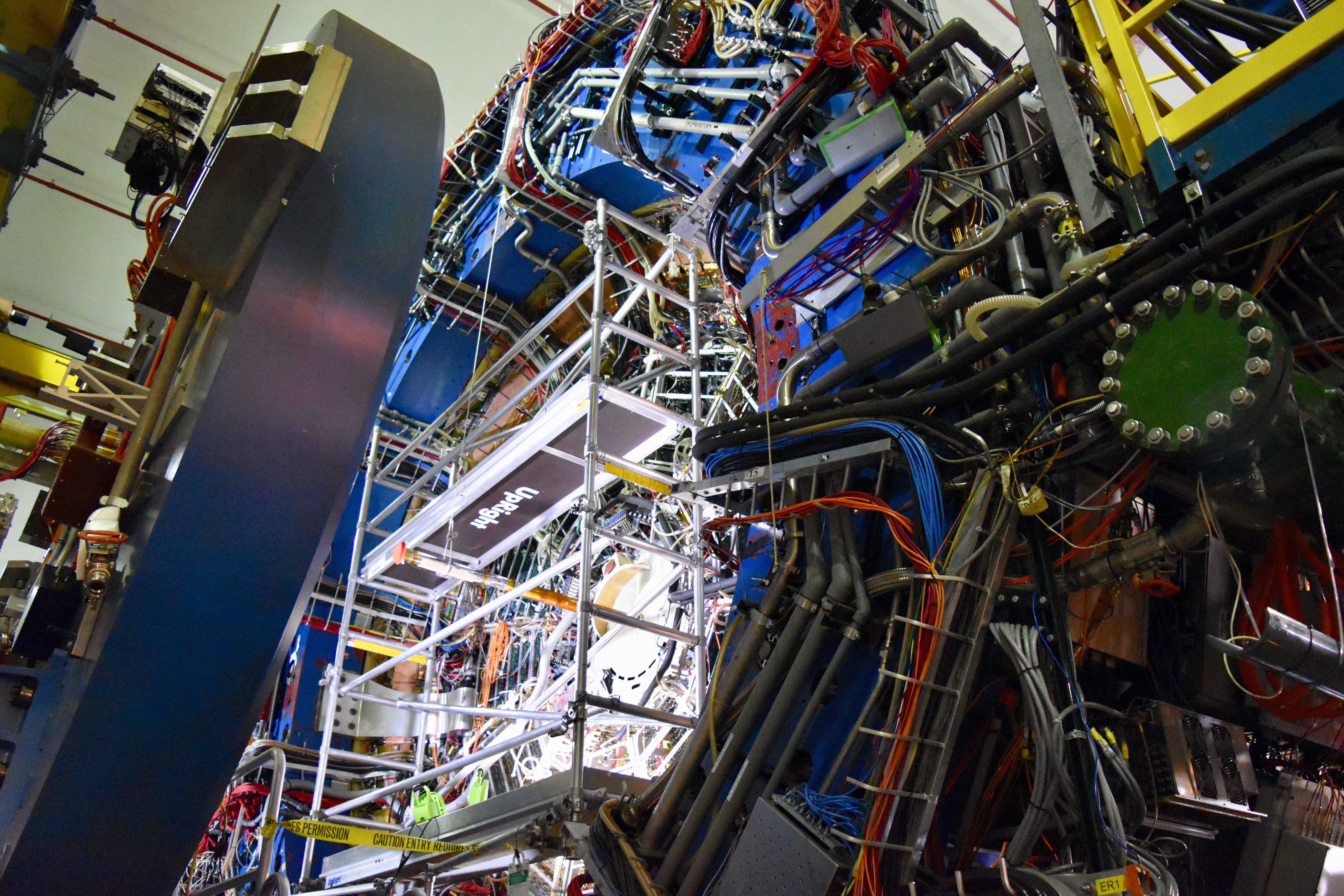
Der STAR-Detektor

STAR (Akronym für Solenoidal Tracker at RHIC) ist eines der vier Experimente, die am Brookhaven National Laboratory nach dem Quark Gluon Plasma forschen. STAR konzentriert sich dabei auf die Vermessung hadronischer Observablen (im Gegensatz zu PHENIX, das nach leptonischen Signalen sucht). Der Experimentaufbau von STAR umschließt die Kollisionszone der Goldatomkerne nahezu hermetisch, so dass eine fast vollständige Rekonstruktion der erzeugten Teilchen möglich ist.